# Pacaraima
Die Serra de Pacaraima (Pacaraima, Pakaraima Mountains, spanisch Sierra de Pacaraima) sind Gebirgszüge, welche sich im Südwesten von Guyana in der Region Norte in Brasilien und im östlichen Venezuela erstrecken.

## Geographie

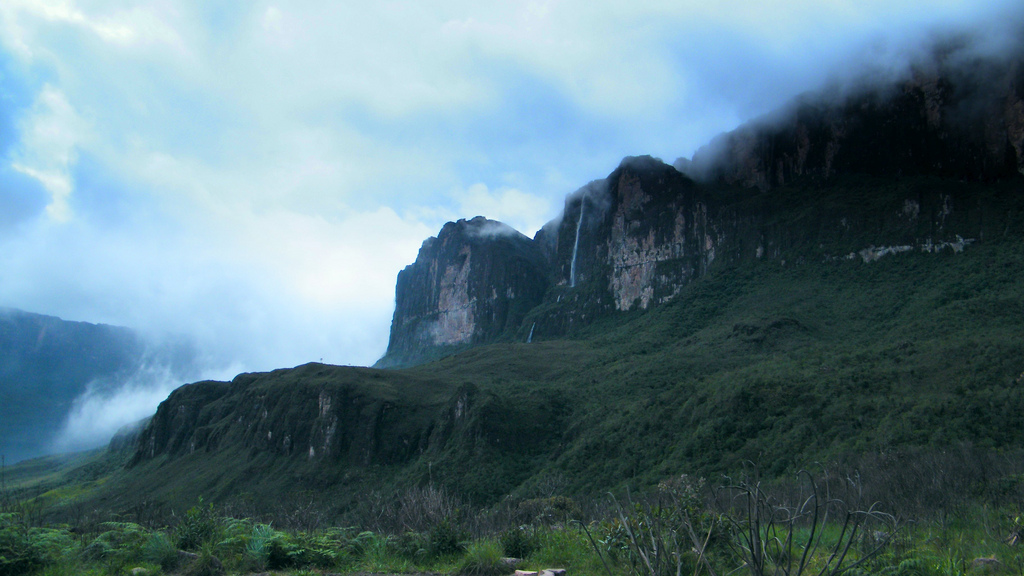
Roraima-Tepui, ein Tepui des Pacaraima-Gebirges.

Die Gebirgszüge erstrecken sich von West nach Ost über eine Entfernung von 800 km. Der höchste Gipfel ist der Roraima-Tepui mit 2810 m, ein so genannter Tepui mit fast senkrechten Klippen, welche sich 300 m über das umliegende Gebiet erheben.
Das Gebirge ist geologisch Teil des Guayana Shield und biogeographisch Teil der Guayana Highlands. Die Berge bilden die Abtrennung von Orinoco im Norden und Amazonasbecken im Süden. Sie bilden auch eine natürliche Grenze in ost-westlicher Richtung, wo sie über eine Distanz von ca. 800 km als Grenzmarkierungen zwischen Brasilien und dem südöstlichen Venezuela und zwischen Brasilien und dem westlich-zentralen Guyana dienen.

## Geologie
Die Pacaraimas sind ein Sandsteinplateau auf einem Sockel aus horizontal gelagerten präkambrischen marinen Sedimenten, die in der Nachkreidezeit angehoben wurden. Erosion des Sandsteins (der Roraima Supergroup) führte zur Bildung  dramatischer Klippen; die einzelnen Überreste davon werden als Tepui bezeichnet. Roraima-Tepui, Monte Ayanganna und Wokomung sind einige der bekannteren Beispiele dafür.

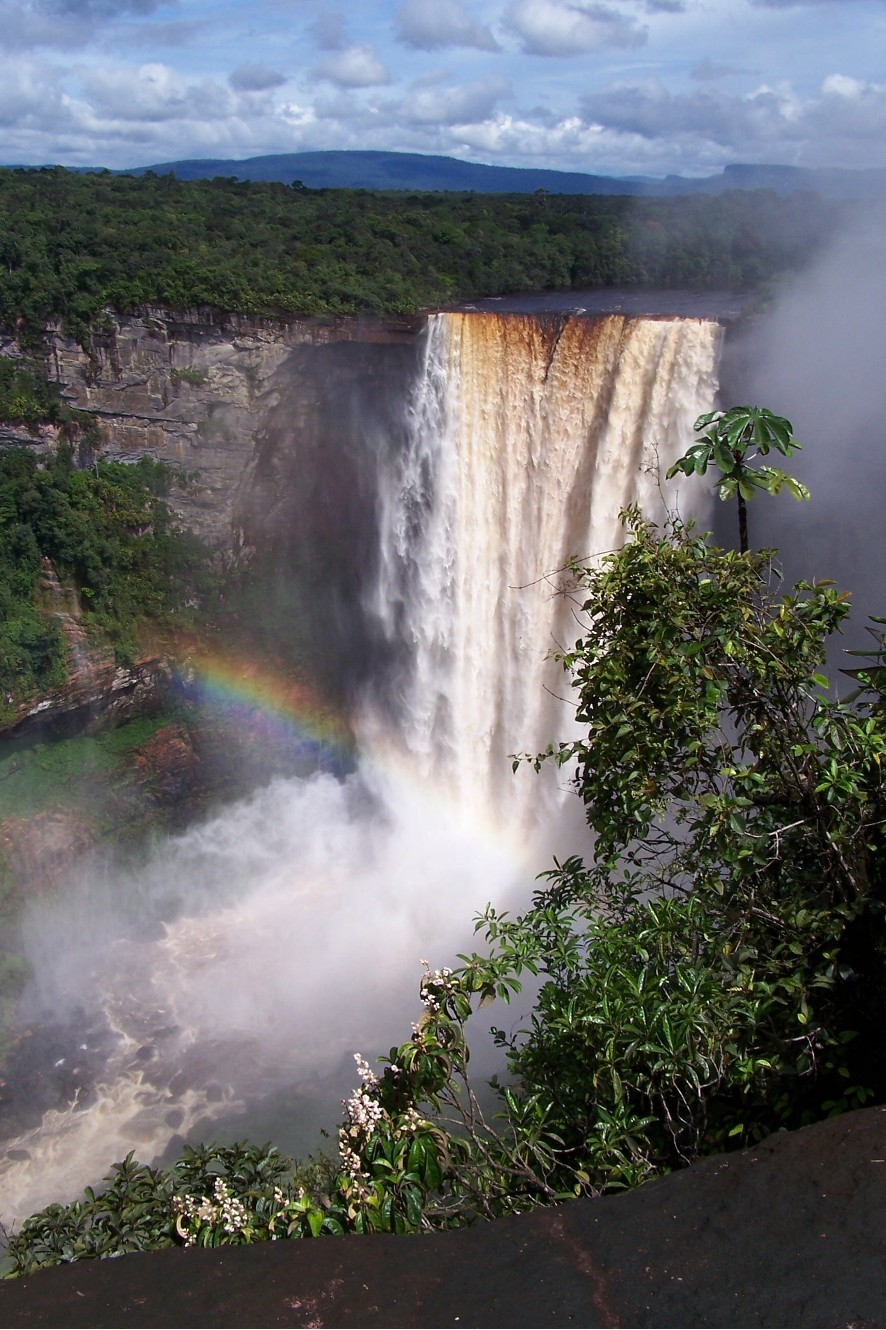
Kaieteur-Fälle in Guyana.

Zahlreiche Flüsse entspringen in diesen Bergen und in ihrem Verlauf bilden sie einige spektakuläre Wasserfälle. Ein schönes Beispiel dafür sind die Kaieteur-Fälle in Guyana und der Salto Ángel in Venezuela. Auch die Quellflüsse des Mazaruni und des Ireng entspringen in den Pacaraimas.

## Ökologie
Die Pacaraimas sind größtenteils bewaldet, teilweise erstrecken sich Savannenlandschaften, vor allem am Fuße des Roraima und auf der brasilianischen Seite der Berge. Die Savannen sind Gras-bestanden und bis zu einer Höhe von 2000 m gelegentlich mit Curatella-americana-Bäumen bestanden. Diese sind oft durch Feuer gefährdet, sei es menschengemacht zur landwirtschaftlichen Bewirtschaftung mit Rindern, sei es aufgrund von Trockenheit.
Die Schwierigkeit, die steilen Klippen zu erklimmen, hat die Gewinnung von Daten zu einer großen Herausforderung gemacht. Die Tafelberge bringen eine große Bandbreite endemischer Flora mit einem „großen Potential an hoher Arten-Diversität“ („great potential for high species diversity“) hervor. Die Familie der Rapateaceae ist eine der am weitesten verbreiteten Pflanzen rund um die Tepui-Plateaus.

### Naturschutz
Abholzung und Bergbau-Interessen sind eine Gefährdung für die Biodiversität der Pacaraimas.
Der 116.748 ha große Monte Roraima National Park im Umfeld des Roraima-Tepui stellt zumindest einen Teil der Bergkette in Roraima, Brasilien unter Naturschutz.

## Besiedlung
Die Gebiete sind traditionell Heimat der Patamona und Macushi.
Tipuru, ein Dorf der Macushi, wird als älteste Siedlung in den South Pakaraima Mountains angesehen. Dort befinden sich die älteste Kirche und Schule der Region.
Landmarken haben für die Naturvölker vor Ort besondere Bedeutung und sind verbunden mit Überlieferungen und Eigenheiten der Kulturen. In der Kosmologie der Macushi  wird erzählt, dass die Berge und andere Landformen entstanden, als mythische Schöpferbrüder den Wayaka, den „Baum des Lebens“ fällten. Diese Brüder verwandelten Menschen, Tiere und andere Dinge in Felsformationen, woraus deren spezielle mythologische Bedeutung entspringt.